# 唐継尭
唐 継尭（とう けいぎょう）は清末民初の軍人・政治家。滇軍（雲南軍、雲南派）の創始者。中華民国の初代貴州都督。民国初期の10数年にわたり、雲南省を統治した。弟は唐継虞。子は唐筱蓂。字は蓂賡。別号は東大陸主人。

## 生い立ち

### 清末
1903年（光緒29年）、唐継尭は清朝の秀才に合格する。翌年、日本に留学して、東京振武学校（士官学校の予備校）に学ぶ。学期間で孫文の中国同盟会に参加し、また、革命派学生による雑誌『雲南』の編集にも関わった。光緒32年（1906年）夏に東京振武学校を卒業し、翌1907年6月に陸軍士官学校に入学した。
1909年（宣統元年）に帰国した後に、雲貴督練公所参謀処提調、雲南陸軍講武堂教官を経て、新建陸軍（新軍）に入隊した。新軍第19鎮正参謀官、第74標第1営管帯（営長）、雲南陸軍講武堂監督を歴任している。1911年（宣統3年）、彼は蔡鍔を招聘した上で、その指揮の下、昆明で武昌起義（辛亥革命）に呼応、蜂起した（昆明重九起義）。新たに組織された大漢雲南軍政府の下で、唐継尭は軍政部・参謀部両部の次長を兼任し、さらに雲南陸軍講武堂総弁となる。

### 辛亥革命から護国戦争まで
1912年（民国元年）3月、唐継尭は滇軍を率いて貴州省に向かい、貴陽を占領した。唐は現地の支持勢力から貴州臨時都督に推薦され、同年5月、袁世凱の北京政府から正式に貴州都督に任命された。
1913年（民国2年）の第二革命（二次革命）では、唐継尭は袁世凱を支持し、孫文らに与する四川の熊克武率いる軍を攻撃した。同年11月、唐は雲南省へ戻り、蔡鍔の後任として雲南都督に就任した。1914年（民国3年）、開武将軍（すなわち、雲南将軍）に任命されている。
しかし1915年（民国4年）12月、袁世凱が帝位につこうとすると、唐継尭はこれを不満に思う。そして、再び蔡鍔を迎え入れて雲南の独立を宣言し、討袁を目指すことを公にした。これにより、護国戦争が勃発し、唐は護国軍第3軍総司令となる。初期は苦戦したものの、世論の後押しもあって各省将軍が次々と反袁独立を表明していく。翌年3月22日に袁は皇帝即位の取消しに追い込まれ、さらに6月6日に病死した。蔡鍔も同時期に死去している。

### 護法運動から最初の失脚まで
袁世凱死去後に、唐継尭は孫文の護法運動に参加し、雲南の指導者として南方政府の重鎮となった。しかし1917年（民国6年）9月、孫文が広州で護法軍政府を組織して大元帥となると、唐は広西省の陸栄廷と共に元帥に選出されたが、孫文の下風に立つことを拒み、就任しなかった。次に、1918年（民国7年）5月に軍政府が改組され、孫、唐ら7人の総裁による集団指導体制になると、唐は総裁就任に応じた。まもなく、唐は護法戦争を支持するための「靖国軍」を組織して、四川省などの各省への対外拡張を図り、同年9月には、西南の各軍司令官と重慶で会議を開き、唐は靖国軍八省聯軍総司令を自称した。
しかし、同年8月に岑春煊が主席総裁となり、陸栄廷ら桂軍（広西軍、広西派）が護法軍政府で主導権を握ると、唐継尭はこれに不満を持つようになる。そこで今度は、総裁就任を拒否した孫文や唐紹儀、さらには伍廷芳などと連携する。1920年（民国9年）10月、孫・唐らを支持する広東軍の陳炯明により、岑は引退に追い込まれ、桂軍は広東から駆逐された。
唐継尭は民国9年（1920年）6月に「民治」を主張し、当時の聯省自治運動と連動した。その一方で、雲南1省の支配者に留まることを望まず、他の省への影響力も保持・拡張しようと図る。さらに密かに北京政府の呉佩孚と連合するなどした。しかし民国10年（1921年）になると、四川省駐屯の滇軍は地元の川軍により駆逐されてしまう。さらに同年2月、駐川（四川）滇軍第1軍軍長顧品珍が、雲南へ戻るや唐に対してクーデタを起こし、唐は香港へ逃走した。

### 最後の失脚
民国11年（1922年）3月、唐継尭は部下の竜雲らの支援を得て雲南へ帰還し、顧品珍を倒して復権した。なお、この年には、東陸大学（今の雲南大学の前身）を創立している。
その後も、唐継尭は他省への進攻を繰り返したが、やはり失敗を続け、省財政を逼迫させる。しかも、孫文死後、蔣介石らが指導者となった中国国民党の北伐には与さず、雲南省で民治党を組織して、独自勢力の維持に固執した。その結果、唐継尭は民国16年（1927年）2月6日に、部下の軍長である竜雲、胡若愚らのクーデタに遭い失脚し（「2・6政変」）、雲南省務委員会総裁という名目だけの地位に落とされ、軟禁された。
同年5月23日、唐継尭は昆明で病死した。享年45（満43歳）。唐の墓は、円通動物園（昆明市）に所在している。

## 注
1. ↑  この時、貴州には、任可澄らの貴州立憲派と劉顕世らの貴州旧軍の連合と、張百麟らの貴州革命派と楊藎誠らの貴州新軍の連合との間で対立があった。唐は、前者の支持を受けて貴州入りし、後者を掃討した。
2. ↑  四川、雲南、貴州、湖北、河南、陝西、湖南、福建の8省。ただし、唐の影響力が実効的に及んだ省は、最初の3省のみである。
3. ↑  この際に日本陸軍の山縣初男が軍事顧問として唐を補佐している。